# Władimir Barnaszow
Władimir Michajłowicz Barnaszow (ros. Владимир Барнашов, ur. 26 lutego 1951 w Riazanach) – radziecki biathlonista, mistrz olimpijski i trzykrotny medalista mistrzostw świata.

## Kariera
W 1978 roku wystąpił na mistrzostwach świata w Hochfilzen, zajmując dziesiąte miejsce w biegu indywidualnym oraz czwarte w sprincie i sztafecie. W sprincie walkę o podium przegrał z Klausem Siebertem z NRD o 4,5 sekundy. Na rozgrywanych rok później mistrzostwach świata w Ruhpolding wspólnie z Władimirem Alikinem, Nikołajem Krugłowem i Aleksandrem Tichonowem. W startach indywidualnych plasował się poza czołową dziesiątką. Brązowe medale w sztafecie zdobył też podczas mistrzostw świata w Lahti (1981) i mistrzostw świata w Mińsku (1982). Na drugiej z tych imprez zajął również szóste miejsce w sprincie.
W międzyczasie wystartował na igrzyskach olimpijskich w Lake Placid w 1980 roku, gdzie razem z Władimirem Alikinem, Aleksandrem Tichonowem i Anatolijem Alabjewem zwyciężył w sztafecie. Wystąpił tam także w biegu indywidualnym, kończąc rywalizację na siódmej pozycji. Były to jego jedyne starty olimpijskie.
W zawodach Pucharu Świata zadebiutował 22 lutego 1978 roku w Anterselvie, zajmując szóste miejsce w biegu indywidualnym. Tym samym już w swoim debiucie zdobył pierwsze punkty. Na podium zawodów tego cyklu pierwszy raz stanął dwa dni później w tej samej miejscowości, kończąc rywalizację w sprincie na trzeciej pozycji. W zawodach tych wyprzedzili go jedynie Klaus Siebert i jego rodak Eberhard Rösch. W kolejnych startach jeszcze pięć razy plasował się w czołowej trójce: 2 kwietnia 1978 roku w Sodankylä był trzeci w sprincie, 21 stycznia 1979 roku w Anterselvie był drugi w biegu indywidualnym, dwa dni później wygrał tam sprint, 31 marca 1979 roku w Sodankylä zajął trzecie miejsce w sprincie, a 6 kwietnia 1979 roku w Bardufoss w tej samej konkurencji był drugi. W klasyfikacji generalnej sezonu 1978/1979 zajął trzecie miejsce.
Po zakończeniu kariery pracował jako trener. Prowadził między innymi reprezentację ZSRR w latach 1984–1992, w latach 1992–1998 reprezentację Chorwacji, a następnie Rosji.
Został odznaczony między innymi tytułem Zasłużonego Mistrza Sportu ZSRR (1980), Orderem „Znak Honoru” (1980), Medalem „Za pracowniczą dzielność” (1988) i Medalem Orderu „Za zasługi dla Ojczyzny” II klasy (2010).

## Osiągnięcia

### Igrzyska olimpijskie
| Rok  | Miejscowość | Konkurencje | Konkurencje | Konkurencje | Konkurencje | Konkurencje | Konkurencje | Konkurencje |
| Rok  | Miejscowość | IN          | SP          | PU          | MS          | RL          | MR          | SR          |
| ---- | ----------- | ----------- | ----------- | ----------- | ----------- | ----------- | ----------- | ----------- |
| 1980 | Lake Placid | 7.          | –           | nd.         | nd.         | 1.          | nd.         | –           |

### Mistrzostwa świata
| Rok  | Miejscowość | Konkurencje | Konkurencje | Konkurencje | Konkurencje | Konkurencje | Konkurencje | Konkurencje |
| Rok  | Miejscowość | IN          | SP          | PU          | MS          | RL          | MR          | SR          |
| ---- | ----------- | ----------- | ----------- | ----------- | ----------- | ----------- | ----------- | ----------- |
| 1978 | Hochfilzen  | 10.         | 4.          | nd.         | nd.         | 4.          | nd.         | –           |
| 1979 | Ruhpolding  | 16.         | 24.         | nd.         | nd.         | 3.          | nd.         | –           |
| 1981 | Lahti       | 13.         | –           | nd.         | nd.         | 3.          | nd.         | –           |
| 1982 | Mińsk       | 25.         | 6.          | nd.         | nd.         | 3.          | nd.         | –           |

### Puchar Świata

#### Miejsca w klasyfikacji generalnej
| Sezon     | Miejsce |
| --------- | ------- |
| 1977/1978 | 4.      |
| 1978/1979 | 3.      |
| 1979/1980 | ?       |
| 1980/1981 | ?       |
| 1981/1982 | ?       |

#### Miejsca na podium chronologicznie
| Lp. | Dzień       | Rok  | Miejscowość | Konkurencja                | Lokata | Pudła | Czas biegu | Strata | Zwycięzca          |
| --- | ----------- | ---- | ----------- | -------------------------- | ------ | ----- | ---------- | ------ | ------------------ |
| 1.  | 24 lutego   | 1978 | Anterselva  | Bieg indywidualny na 20 km | 3.     | ?     | ?          | ?      | Klaus Siebert      |
| 2.  | 2 kwietnia  | 1978 | Sodankylä   | Sprint na 10 km            | 3.     | 1     | 32:00,2    | –      | –                  |
| 3.  | 21 stycznia | 1979 | Anterselva  | Bieg indywidualny na 20 km | 2.     | 0     | ?          | ?      | Aleksandr Tichonow |
| 4.  | 23 stycznia | 1979 | Anterselva  | Sprint na 10 km            | 1.     | ?     | ?          | –      | –                  |
| 5.  | 31 marca    | 1979 | Sodankylä   | Sprint na 10 km            | 3.     | 0+1   | 32:24,0    | +44,0  | Klaus Siebert      |
| 6.  | 7 kwietnia  | 1979 | Bardufoss   | Sprint na 10 km            | 2.     | 1     | 36:15,0    | +2,0   | Sigleif Johansen   |